# Bunuri mobile din domeniul știință și tehnică clasate în patrimoniul cultural național al României aflate în județul Buzău
Acestă listă conține bunurile mobile din domeniul știință și tehnică clasate în Patrimoniul cultural național al României aflate la momentul clasării în județul Buzău.

## Tezaur
| Foto | Informații generale                                                                    | Detalii tehnice | Descriere | Deținător                    | Legături |
| ---- | -------------------------------------------------------------------------------------- | --- | --- | ---------------------------- | -------- |
|      | Telefon                                                                                | Datare: 1921 Școală: M.K.T. UJPEST Descoperit: jud. Buzău, Buzău Dimensiuni: L: 26 cm; LA: 13 cm; Î: 19 cm Material: ebonită; metal; ștanțare; presare | Telefon cu baterie centrală de formă tronconică. Receptorul este prevăzut la microfon cu cornet acustic. Aparatul în stare de funcționare, restaurat cu piese originale. | Muzeul Județean Buzău, Buzău | Cimec    |
|      | Telefon                                                                                | Datare: 1920 Școală: SOCIETTE de TELEPHONE PARIS Descoperit: jud. Buzău, Buzău Dimensiuni: L: 19,5 cm; LA: 9 cm; Î: 14,5 cm; Cutia L: 13,5 cm; LA: 16,3 cm; Î: 32 cm; Soneria L: 12 cm; LA: 7,3 cm; Î: 11 cm Material: alamă; antimoniu; textolit; turnare; presare | Aparat vertical, discul "standard" este dispus pe un postament. Pe tija centrală se află montat un arc, de care se află prins receptorul. Microreceptorul, monofon cu capsulele dispuse spate în spate și cornet acustic. Condensator „Buzzer” de 1 µf, o rezistență de 150 Ω, transformator de adaptare. Blocul de contacte și placa de comunicații sunt așezate sub postament. Telefon cu baterie centrală, transformat în automat, după trecerea la telefonia automată, prin adăugarea unui disc de apel. Era prevăzut cu receptor suplimentar în afara microreceptorului. Sonerie exterioară. Aparatul în stare de funcționare, restaurat cu piese originale. | Muzeul Județean Buzău, Buzău | Cimec    |
|      | Telefon de secretariat cu cinci linii                                                  | Datare: 1938 Școală: Siemens-Halske Descoperit: jud. Buzău, Buzău Dimensiuni: L: 24 cm; LA: 10 cm; Î: 10,5 cm Material: ebonită; metal; presare; turnare | Aparat orizontal cu butoanele de comutare așezate frontal. Receptorul așezat deasupra în furcă. Închiderea se face prin presarea unui singur buton. Telefon cu baterie centrală, cu 5 linii care putea fi folosit la intercomunicații în interior. Aparatul în stare de funcționare, restaurat cu piese originale. | Muzeul Județean Buzău, Buzău | Cimec    |
|      | Ericsson-Tungsram Autor: Ericsson-Tungsram                                             | Datare: 1920 Școală: Tungsram Descoperit: jud. Buzău, Buzău Dimensiuni: L: 17 cm; LA: 26,5 cm; Î: 14 cm Material: oțel; alamă; ebonită; turnare; ambutisare | Carcasă din tablă de oțel, paralelipipedică, cu colțurile rotunjite. Pe partea superioară a acesteia se găsește montat discul de apel, clopoțeii soneriei de 400 Ω. În partea posterioară se fixează furca suport cu blocul de comutare. Pe placa suport se găsesc montate transformatorul, placa de conexiuni și condensatorul. Microreceptorul are mâner de ebonită în capetele metalice. Fabricat inițial ca telefon cu baterie centrală a fost modernizat în momentul introducerii telefoniei automate, prin adaptarea discului de apel. Restaurat cu piese originale. Telefon în stare de funcționare. | Muzeul Județean Buzău, Buzău | Cimec    |
|      | Telefon                                                                                | Datare: 1920 Școală: Thomson-Houston Descoperit: jud. Buzău, Buzău Dimensiuni: L: 19 cm; LA: 18 cm; Î: 32 cm; cutia: L: 19 cm; LA: 14 cm; Î: 9,5 cm Material: metal; inox; lemn; turnat; ștanțat; lăcuit                                                            | Telefon cu baterie centrală, cu receptor auxiliar și sonerie separată. În stare de funcționare. Restaurat cu piese originale. | Muzeul Județean Buzău, Buzău | Cimec    |
|      | Telefon automat cu carcasă artizanală Autor: Uzinele "Grigore Preoteasa" din București | Datare: 1950 Școală: Produs Serie Descoperit: jud. Buzău, Buzău Dimensiuni: L: 40 cm; LA: 29 cm; Î: 14 cm Material: ebonită; metal; lemn; furnir; intarsii; ștanțare; turnare                                                                                       | Telefon tip secretariat, cu 4 linii, încorporat într-o carcasă de lemn furniruit și cu intarsii. Discul se află în centrul carcasei, iar de o parte și de alta se află câte o căsuță în care se află hârtie de scris. Pe capacul fiecărei casete se află o stea în cinci colțuri, înconjurată de o cunună de spini legați în partea de jos cu o eșarfă. Montajul interior, sub licență MIX and GENEST, este fabricat la uzinele Grigore Preoteasa fostă STANDARD București. S-au produs 50 de bucăți pentru necesitățile CC al PCR. Informația că telefonul a fost folosit de către Gh. Gheorghiu Dej provine de la Nicolae Antohi, care la rândul lui l-a achiziționat de la fosta secretară a acestuia. Telefonul în stare de funcționare, restaurat cu piese originale. | Muzeul Județean Buzău, Buzău | Cimec    |
|      | Telefon                                                                                | Datare: 1898 Școală: ERICSSON Descoperit: jud. Buzău, Buzău Dimensiuni: L: 29 cm; LA: 14 cm; Î: 28,5 cm Material: metal; inox; turnat; ștanțat | Telefon cu baterie locală, pentru particulari, folosit în Suedia în 1898, sub licență, și un număr foarte mare în Rusia, până în 1918. Magneții permanenți ai inductorului, sub formă de potcoavă, formează picioarele suport ale aparatului telefonic. Telefon în stare de funcționare. Restaurat cu piese originale. | Muzeul Județean Buzău, Buzău | Cimec    |

## Fond
| Foto | Informații generale           | Detalii tehnice                       | Descriere                                                | Deținător                   | Legături |
| ---- | ----------------------------- | ------------------------------------- | -------------------------------------------------------- | --------------------------- | -------- |
|      | Automobil Autor: Adler-Junior | Descoperit: jud. Buzău, Râmnicu Sărat | Automobil marca Adler Triumf Junior, culoare gri petrol. | Colecții particulare, Buzău | Cimec    |